# Каррингтон, Хиуорд
Хиуорд Каррингтон (Hereward Hubert Lavington Carrington, 17 октября 1880, Джерси — 26 декабря 1958) — писатель и журналист, автор более ста книг о паранормальных явлениях, считающийся самым авторитетным американским исследователем-парапсихологом первой половины XX века. Каррингтон также — автор романа «Тайны Майры» (The Mysteries of Myra), по которому в 1916 году был снят 15-серийный фильм, который считается первым в истории кинематографа паранормально-оккультным триллером. Значительная часть обширного рукописного наследия Каррингтона, состоявшего в многолетней переписке со многими известными современниками (в числе которых были Израэль Регарди, Нандор Фодор и Алистер Кроули) хранится в библиотеке Принстонского университета.

## Биография
Хиуорд Хьюберт Левингтон Каррингтон родился в Сент-Хельере (St Helier), Джерси, Ченнел-Айлендс, в 1880 году. В детстве Каррингтон мечтал стать музыкантом, но в подростковом возрасте заинтересовался сообщениями о необъяснимых явлениях на спиритических сеансах, уже с шестнадцатилетнего возраста начал вести дневники, а в 19 лет стал членом Общества психических исследований (S.P.R.). Некоторое время Каррингтон примыкал здесь к фракции «антиспиритуалистов»; пересмотреть позиции заставила его книга «Essays in Psychical Research», подписанная Miss X (за этим псевдонимом скрывалась Ада Гудрич Фрир). По окончании колледжа в Лондоне Каррингтон переехал в США, получив должность редактора в издательской фирме Street and Smith. Затем, поселившись в Бостоне, Массачусетс, он перешёл в американское подразделение Общества психических исследований и приступил здесь к журналистской работе. В 1905 году Каррингтон стал штатным сотрудником американского ОПИ, к этому времени ставшего независимым от британского, и, продолжая журналистскую деятельность, до 1908 года работал ассистентом профессора Джеймса Хайслопа, занимавшего пост руководителя Общества.
Первой важной работой Каррингтона в жанре журналистского расследования было дело медиума Эвсапии Палладино, к которой он с двумя компаньонами (Эверальдом Филдингом и У. У. Багалли) отправился в Неаполь в 1908 году по поручению британского ОПИ. Поездку, которая убедила его в том, что так называемый «психический феномен» — реальность, он описал в книге «Eusapia Palladino and Her Phenomena» (1908). Каррингтон пригласил итальянку в США и организовал здесь серию её выступлений, но испытал глубокое потрясение, когда дважды в ходе этих сеансов Палладино уличали в жульничестве. Тем не менее он остался в убеждении, что как минимум часть явлений, демонстрировавшихся медиумом, была реальна и необъяснима с точки зрения известных законов физики. Позже более подробно свою работу с Палладино он описал в книге «The American Sèances with Eusapia Palladino» (1954).
В 1910 году Каррингтон подробно описал и дело Эстер Кокс (связанное с проявлением крайне агрессивного полтергейста в Амхерсте, Канада). События эти относились ко временам тридцатилетней давности, но автор встретился со всеми свидетелями, на тот момент остававшимися в живых, и опубликовал подробнейший отчёт о беседах с ними.
Широкий резонанс имела работа Каррингтона в составе комиссии, где он представлял журнал Scientific American (при участии Гарри Гудини, Малкольма Бёрда, Уильяма Макдугалла, Уолтера Ф. Принса и физика Дэниела Ф. Комстока) призванной дать оценку спиритического феномена, демонстрировавшегося на сеансах Мины «Марджери» Крэндон. Выводы комиссии были противоречивы и постоянно менялись; в конечном итоге единственным «союзником» Марджери остался Каррингтон, хотя ряд разоблачений, связанных с деятельностью медиума, впоследствии и его вынудил выразить сомнения в истинности её феномена, которые он высказал, в частности, на страницах Бюллетеня бостонского отделения ОПИ. Каррингтон и сам активно разоблачал жульничество — в частности, на сеансах популярного в 1930-е годы медиума Уильяма Картьюзера.
В 1918 году Каррингтон получил степень доктора философии в Колледже Уильяма Пенна, штат Айова (ныне — Университет Уильяма Пенна), а три года спустя создал Американский институт психики (American Psychical Institute). Последний просуществовал лишь два года, но был воссоздан в 1933 году своим основателем при содействии жены, Мари Каррингтон. Здесь, в частности, исследователь изучал феномен Эйлин Гарретт, феномену которой посвятил книгу «The Case for Psychic Survival» (1956). Он утверждал здесь, что нашёл убедительные свидетельства «существования ментальных сущностей, независимых от медиума», и получил как минимум косвенные подтверждения тому факту, что человеческая душа продолжает индивидуальную жизнь и после смерти тела.

### Личная жизнь
Х. Карринтон был трижды женат. В фактах, с этим связанных, существует немало путаницы: вторую жену нередко путают с третьей, поскольку та в какой-то момент (по причинам, оставшимся неизвестными), изменила имя — с Мэри (Mary) на Мари́ (Marie) — именно так звали её предшественницу. Вегетарианец и один из первых пропагандистов голодания как метода самооздоровления, одну из нескольких книг на эту тему, «Hints on Fasting Well» (1956), он написал в соавторстве с Мари Каррингтон.

## Основные произведения

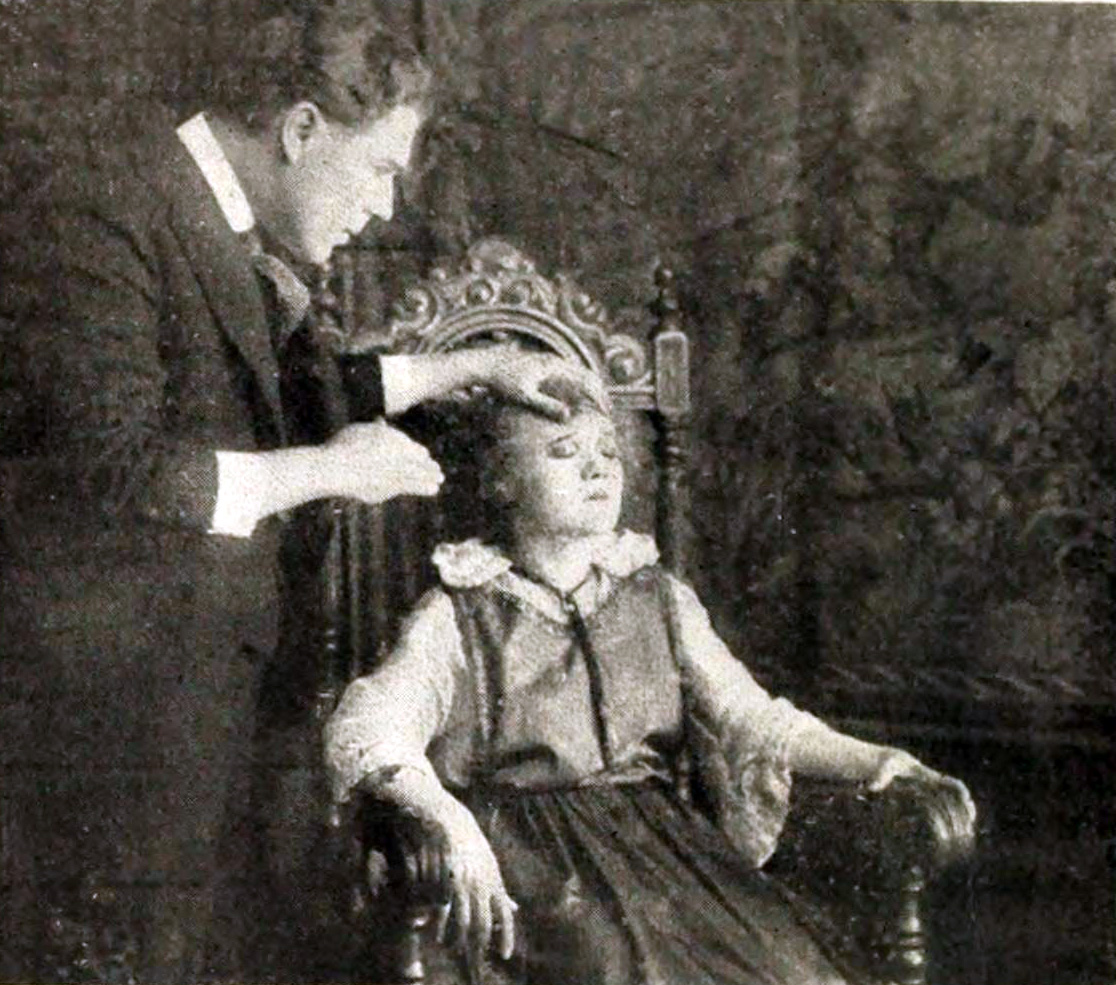
The Mysteries of Myra (1916)

- The Physical Phenomena of Spiritualism (1907)
- The Coming Science (1908)
- Vitality, Fasting, and Nutrition (1908)
- Eusapia Palladino and her Phenomena (1909)
- Death, its Causes and Phenomena (1911)
- Higher Psychical Development (1920)
- The Problems of Psychical Research (1914)
- Death: the Causes and Phenomena, with Special Reference to Immortality (1921)
- Hindu Magic (1913)
- True Ghost Stories (1915)
- The Mysteries of Myra (в соавторстве с Чарльзом Годдардом, роман, 1916)[4]
- Personal Experiences in Spiritualism (1918)
- Psychical Phenomena and the War (1918)
- Modern Psychical Phenomena (1919)
- Your Psychic Powers, and How to Develop Them (1920)
- Spiritualism (в соавторстве с Дж. Уолшем) (1925)
- The Projection of the Astral Body (в соавторстве с С. Малдуном) (1929)
- The Story of Psychic Science (1930)
- Houdini and Conan Doyle (with Bernard M. L. Ernst) (1932)
- A Primer in Psychical Research (1933)
- The Hygienic Way Of Life (1956)